# Elgeta
Elgeta település Spanyolországban, Gipuzkoa tartományban. Elgeta Zaldibar, Eibar, Bergara és Elorrio községekkel határos. Lakosainak száma 1130 fő (2024).

## Népesség
A település népessége az utóbbi években az alábbiak szerint változott:
| Lakosok száma | 973  | 1002 | 1021 | 1069 | 1106 | 1121 | 1113 | 1136 | 1141 | 1130 |
|               | 2001 | 2004 | 2006 | 2009 | 2011 | 2014 | 2016 | 2019 | 2021 | 2024 |